# Super Hexagon

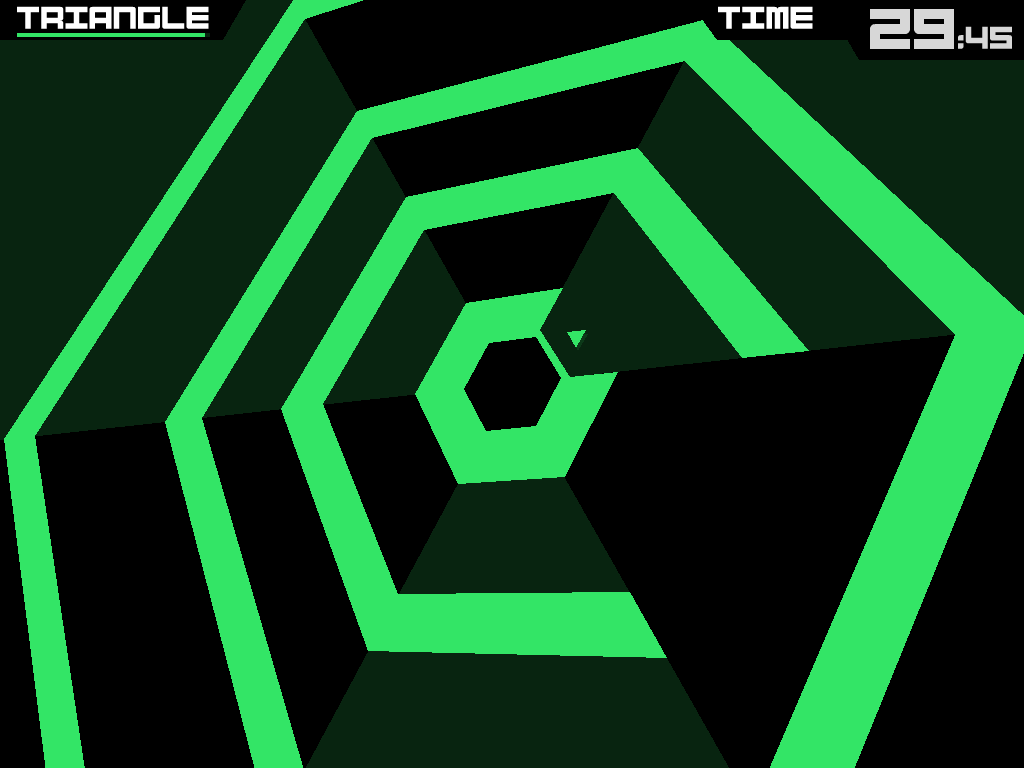
Super Hexagon op een iPad

Super Hexagon is een actie behendigheid spel uit 2012. Het spel is gemaakt door Terry Cavanagh en de muziek door Chipzel. Het spel is verkrijgbaar voor iOS, Windows, OS X, Android, BlackBerry 10, GNU en Linux. In het spel bestuurt de speler een klein driehoekje dat om een zeshoek heen draait en deze moet de obstakels die van buitenaf komen ontwijken. Naarmate de tijd verstrekt, wordt het spel moeilijker doordat er meer objecten komen in een sneller tempo. Het spel bevat zes verschillende levels. Als extra kan het spel in arcademodus gespeeld worden met een highscore scherm.

## Platforms
| jaar | platform                    |
| ---- | --------------------------- |
| 2012 | iPad, iPhone, OS X, Windows |
| 2013 | Android, BlackBerry, Linux  |